# Marie-Henriette Heiniken
Marie-Henriette Heiniken, parfois Henriette Xaintrailles, née à Berlin au XVIIIe siècle et morte en 1818, est une officier prussienne puis française des armées révolutionnaires françaises.

## Biographie
Marie-Henriette Heiniken naît à Berlin au XVIIIe siècle. Elle fait en 1790 la connaissance du capitaine-comte de Lauthier-Xaintrailles, alors âgé de 27 ans. Quand celui-ci est promu adjudant-général en 1792 puis maréchal de camp en 1793, elle reste à ses côtés au 6e bataillon d'infanterie légère en tant qu'aide de camp. 
Elle se distingue à plusieurs reprises dans des combats, reprenant aux Prussiens un parc d'artillerie, étouffant une révolte au sein de la 44e demi-brigade, sauvant le 11e bataillon du Doubs et un gros détachement de gendarmerie, intervenant pour porter assistance aux habitants d'Edenhoffen, etc. Le 22 juillet 1793, elle contribue à sauver l'armée du Rhin que l'ennemi encercle en traversant à la nage la rivière qui sépare Kaiserslautern de Neustadt pour porter des informations au quartier général des forces françaises. 
Elle est un temps forcée de quitter l'armée dans un contexte de purge générale de ses éléments féminins mais s'engage à nouveau en 1795, peut-être avec l'appui de Lazare Carnot.
Séparée de Xaintrailles en 1798, elle est chargée d'une mission confidentielle en Égypte par Bonaparte, alors Premier consul. Elle y est l'aide de camp du général Menou, prend part à un combat naval au large d'Aboukir et se blesse grièvement en chutant de cheval en 1799. Elle se retire du service actif en 1801. 
Elle est initiée à la Franc-maçonnerie dans la loge Les Frères artistes, dirigée par Jean-Guillaume-Augustin Cuvelier. Elle aurait été la ou une des premières femmes initiées en France, arguant qu'elle avait « été un homme pour sa patrie [i-e : à la guerre], et [qu'elle] le serai[t] pour [s]es Frères ».
Elle obtient des autorités de l'Empire une pension — davantage semble-t-il au titre d'ancienne femme du général qu'à celui de combattante —, qui cesse de lui être versée en 1814. 
Elle meurt dans la pauvreté en 1818.